# Franz Egger
Franz Egger (Sankt Gallen, 20 januari 1899 - Wetzikon, 8 mei 1971) was een Zwitsers leraar en politicus.
Egger bezocht scholen in Rorschach en volgde een opleiding aan de kweekschool. In 1920 werd hij bevoegd lagere school leraar. Hij vervolgde zijn opleiding en studeerde pedagogie en was daarna leraar aan scholen Burgdorf, Herisau en Sankt Gallen. Van 1931 tot 1950 was hij leider van het Pestalozzihuis te Schönenwerd.
Egger was lid van de Sociaaldemocratische Partij van Zwitserland. In 1934 werd hij wethouder van Seegräben en van 1938 tot 1950 was hij gemeentepresident (dat wil zeggen burgemeester) van Seegräben. Van 1947 tot 1950 was hij lid van de Kantonsraad (kantonsparlement) van het kanton Zürich. Van 1950 tot 1967 was hij lid van de Regeringsraad van het kanton Zürich. Hij beheerde achtereenvolgens de departementen van Binnenlandse Zaken en Justitie (1950-1954) en van Economische Zaken (1954-1967). Hij bereidde de nieuwe kerkelijke wetgeving van de Evangelisch-Gereformeerde Landskerk van Zürich (staatskerk) voor en droeg als beheerder van het departement van Economische Zaken bij aan de sociale vrede in het kanton Zürich.
Egger was van 1 mei 1955 tot 30 april 1956, van 1 mei 1961 tot 30 april 1962 en van 1 mei 1966 tot 30 april 1967 voorzitter van de Regeringsraad (dat wil zeggen regeringsleider) van het kanton Zürich.
Van 1955 tot 1959 was hij lid van de Nationale Raad (tweede kamer van de Bundesversammlung).
Egger bekleedde ook de functie van president van de Zwitserse Vereniging van Directeuren van de Kantonnale Departementen van Economische Zaken.
Franz Egger overleed op 72-jarige leeftijd.